# Marissa Cooper
Marissa Cooper – postać z serialu Życie na fali (The O.C.) amerykańskiej telewizji FOX. Zagrała ją angielska aktorka, Mischa Barton.

## Charakterystyka
Marissa jest bogatą dziewczyną z towarzystwa miasta Newport Beach w Kalifornii (USA). Jej rodzina (matka Julie, ojciec Jimmy i młodsza siostra Kaitlin) przechodzi dramatyczne zmiany przez cały czas trwania serialu. Przed akcją ukazaną w serialu, była dziewczyną problematyczną – buntowniczką zażywającą narkotyki.
Z powodu straty wielu osób, które kochała oraz braku zrozumienia ze strony jej rodziny i przyjaciół ma trudności w nawiązywaniu bliższych znajomości. Historia jej przyjaźni z Summer Roberts, którą zawarły w drugiej klasie, ukazuje, jak silna była więź między nimi. Jest to jeden z jej najgłębszych związków, kontynuowany i umacniany przez lata. Przez trzy sezony ich przyjaźń jest centrum całej historii. Serial skupia się także na ciągłych rozstaniach i powrotach Marissy do Ryana Atwooda. Jest to wątek aktualny nawet po jej śmierci w trzecim sezonie.

### Seksualność
Widzowie dyskutowali o orientacji seksualnej Marissy. Kiedy zeszła się z Alex Kelly, zbuntowaną dziewczyną, rozpoczęły się dyskusje nad tym, czy jest heteroseksualna. Fani zastanawiali się, czy Marissa była biseksualna, czy tylko eksperymentowała z osobą tej samej płci. Orientacja seksualna Marissy inna niż jej znana, heteroseksualna, nigdy nie była potwierdzona w serialu.

## Historia

### Sezon 1
Ojciec Marissy zostaje złapany na popełnianiu oszustwa i w końcu bankrutuje. Już w pierwszym odcinku między Marissą i Ryanem Atwoodem „iskrzy”. Wkrótce później, podczas pobytu w Tijuanie razem z Ryanem, Sethem Cohenem i najlepszą przyjaciółką Summer Roberts, Marissa odkrywa, że jej rodzice się rozstają. Następnie przyłapuje swojego chłopaka Luke’a Warda (z którym była przez bardzo długi czas) na zdradzie z jedną z jej najlepszych koleżanek – Holly Fischer. Marissa odchodzi od przyjaciół i zażywa środki przeciwbólowe. Ryan znajduje ją nieprzytomną w bocznej alejce i w samą porę wzywa pomoc. Po tym zdarzeniu Marissa sprzecza się ze swoją matką, która chce ją wysłać na odwyk. W końcu wygrywa z Julie, ale musi się zgodzić na spotkanie z psychoterapeutą w Newport po tym, jak zostaje przyłapana na kradzieży w sklepie. Poznaje tam Olivera Traska i szybko się z nim zaprzyjaźnia, mimo niezadowolenia Ryana.
Przez cały pierwszy sezon Marissa wciąż zrywa i schodzi się z Ryanem. Ich związkowi zagrażają Luke i Oliver. W końcu okazuje się, że Oliver jest niestabilny emocjonalnie i zmaga się z obsesją na punkcie Marissy. Przez jego wpływ na dziewczynę Marissa i Ryan zrywają ze sobą. Oliver zostaje zaaresztowany po tym, jak przetrzymywał Marissę jako zakładniczkę i groził, że popełni samobójstwo, jeśli dziewczyna nie zostawi Ryana na dobre. Po zaaresztowaniu Olivera Marissa próbuje wskrzesić swój związek z Ryanem, ale chłopak nie chce ponownie się z nią wiązać. Pozostają jednak przyjaciółmi.
W tym samym czasie matka Marissy wplątuje się w romans z ojcem Kirsten Cohen – Calebem Nicholem. Kiedy z nim zrywa, flirtuje z byłym chłopakiem córki, Lukiem. Kiedy Marissa się o tym dowiaduje, ucieka do Chino, do domu byłej dziewczyny Ryana – Theresy Diaz. Prowadzi to do ponownego zejścia się z Ryanem.
Ich związek staje się napięty, kiedy pod koniec sezonu Theresa przyjeżdża do Newport. Theresa zostaje ofiarą przemocy domowej ze strony swojego chłopaka, Eddiego. Theresa wyjawia Marissie, że jest w ciąży i nie wie, czy ojcem jej dziecka jest Ryan, czy Eddie. W ostatnim odcinku sezonu Ryan opuszcza Marissę, aby wrócić do Chino i pomóc Theresie w wychowaniu jej dziecka. Marissa wprowadza się do domu Caleba Nichola po tym, jak jej matka wychodzi za niego w ostatnim odcinku. Jej żal po odejściu Ryana sprawia, że znów zaczyna pić.

### Sezon 2
W drugim sezonie Marissa walczy z alkoholem i depresją, spowodowaną głównie przez odejście Ryana. Kiedy chłopak wraca, znów próbuje być razem z Marissą, ale kiedy dowiaduje się, że Marissa ma romans z ogrodnikiem, D.J.’em, decyduje, że powinni zostać przyjaciółmi. Pozostają nimi przez większość sezonu. Później nawiązuje romans z dziewczyną, Alex Kelly.
Pod koniec sezonu Marissa wraca do Ryana i zaprzyjaźnia się z jego starszym bratem, Treyem, który właśnie wyszedł z więzienia. Po zażyciu kokainy Trey próbuje ją zgwałcić, a kiedy Ryan się o tym dowiaduje, bracia wdają się w bardzo brutalną bójkę. Scena kończy się, gdy Marissa strzela do Treya, by ocalić życie Ryana.

### Sezon 3
Na początku sezonu trzeciego przeciwko Marissie prowadzone jest śledztwo w sprawie postrzelenia Treya Atwooda, który jest w śpiączce. Kiedy się budzi, Julie grozi Treyowi, że go udusi, jeśli nie złoży zeznań, jakoby to Ryan strzelał. W ten sposób Marissa nie miałaby kłopotów. Marissa dowiaduje się o szantażu i przekonuje chłopaka, aby powiedział prawdę. Ryan zostaje wypuszczony na wolność, a Marissa zostaje oczyszczona z zarzutów, ponieważ ratowała czyjeś życie, używając odpowiedniej do okoliczności siły.
Mimo że Marissa jest wolna, zostaje wyrzucona z prestiżowej szkoły Harbor. Ma to też związek z jej przeszłością – kradzieżą w sklepie oraz zażywaniem narkotyków. Zostaje zapisana do szkoły Newport Union, gdzie zaprzyjaźnia się z lokalnym surferem Johnnym Harperem. Johnny powoduje, że związek Marissy i Ryana znów jest niestabilny, początkowo dlatego, że Marissa czuje, że nie może porozmawiać ze swoim chłopakiem o strzelaninie. Później Johnny zakochuje się w Marissie. Po kampanii przeprowadzonej przez Setha, Summer, Ryana i byłą rywalkę Marissy o rządy w Harbor – Taylor Townsend, Marissa wraca do Harbor. Mówi Ryanowi, jak bardzo zależy jej na ich związku, i pisze list do Johnny’ego, w którym wyznaje mu, że zależy jej na nim wyłącznie jako przyjacielu. To powoduje, że Johnny spada pijany ze skały i umiera. Ryan i Marissa ostatecznie ze sobą zrywają.
W obliczy śmierci Johnny’ego Marissa próbuje znaleźć swoje miejsce i cel w Newport. Po zerwaniu z Ryanem wdaje się w związek z Kelvinem Volchokiem, co prowadzi do jej powrotu do dawnych buntowniczych zachowań. Nadużywa alkoholu i próbuje kokainy. Odgradza się od Ryana, Summer, Setha i znów zaczyna kłócić się ze swoją matką. Po jakimś czasie przemawia do niej rozsądek i odchodzi od Kelvina, jednak widząc go oglądającego film „Dźwięki muzyki” zdaje sobie sprawę, że w głębi duszy chłopak jest wrażliwy i decyduje się wrócić do niego. Podczas balu maturalnego przyłapuje go jednak na zdradzie i zrywa z nim.
W ostatnim odcinku sezonu Marissa otrzymuje list od jej ojca z zaproszeniem na łódź do Grecji, gdzie miałaby z nim mieszkać przez rok i przyjmuje je. W dniu rozdania dyplomów Kelvin dzwoni do niej i prosi o spotkanie, lecz ona odmawia. W końcu płaci mu za opuszczenie miasta i zostawienie jej oraz Ryana w spokoju. Marissa żegna się z rodziną oraz przyjaciółmi i przygotuje się do wyjazdu do Grecji. Po spędzeniu czasu razem, Ryan odwozi ją na lotnisku. Na drodze mijają pijanego Kelvina, który spycha ich samochód na skarpę. Samochód spada na dach na inną ulicę. Marissa jest nieprzytomna, jednak Ryan wyciąga ją z samochodu, z którego zaczyna wyciekać benzyna. Ryan zabiera dziewczynę z dala od samochodu, który wybucha. Mówi jej, że musi sprowadzić pomoc, ale Marissa, wiedząc, że umiera, prosi go, by został przy niej. Po kilku chwilach patrzenia sobie w oczy, umiera w ramionach Ryana.

### Sezon 4
Śmierć Marissy miała znaczący wpływ na czwarty sezon. Najwyraźniej było to widać w odcinku „The Chrismukk-huh?”, w którym Ryan i Taylor Townsend, oboje w śpiączce, znaleźli się w równoległym świecie, w którym chłopak nigdy nie przeprowadził się do Newport Beach, a życie głównych bohaterów jest kompletnie inne.
Kiedy Taylor próbuje dowiedzieć się, co stało się w tej rzeczywistości, Taylor wchodzi do pokoju Marissy. Pokojówka Julie mówi, że samolot „panienki Cooper” z Berkeley ląduje o trzeciej. Chwilę później Taylor widzi zdjęcie Marissy i Julie. Myśli, że w tym świecie Marissa wciąż żyje.
Kiedy Ryan dowiaduje się o tym, chce jak najszybciej pojechać na lotnisko, zobaczyć się z Marissą. Taylor nie chce, żeby to robił, bojąc się, że chłopak, który wciąż przeżywa śmierć ukochanej, będzie chciał spędzić resztę życia w śpiączce (gdyż tylko wtedy mógłby być z Marissą). Na lotnisku Ryan widzi ciało dziewczyny z różową bluzą Berkeley zawiązaną na biodrach. Bluza przypomina tę, którą miała na sobie Marissa w odcinku „The Day After Tomorrow”. Chłopak chwyta ją za ramię i zdaje sobie sprawę, że to siostra Marissy – Kaitlin. Kaitlin wyjaśnia mu, że Marissa zmarła trzy lata temu, po przedawkowaniu w Tijuanie (w prawdziwym świecie uratował ją Ryan, w odcinku „The Escape”).
Ryan wraca do Newport Beach. Wie, że już nigdy nie będzie z Marissą, w tym czy innym świecie. Na początku on i Taylor myślą, że aby się obudzić, muszą przywrócić związki sprzed śmierci Marissy. Okazuje się jednak, że muszą oni pokonać swoje wewnętrzne demony. Dla Taylor jest to jej matka (która wciąż toczy boje z męską wersją Taylor na przyjęciu gwiazdkowym), a dla Ryana – pogodzenie się ze śmiercią Marissy.
W prawdziwym świecie Kirsten znajduje list od Marissy do Ryana, ale nie czyta go. Przekazuje go Julie, która oczywiście go otwiera. Jest w nim napisane, że Marissa wciąż kochała Ryana, ale zdecydowała się na opuszczenie Newport, bo wiedziała, że dzięki temu oboje mogliby ruszyć z miejsca. Zaznaczyła, że kiedy wróci, będą mogli spróbować jeszcze raz, bo oboje będą starsi i mądrzejsi. List zostaje umieszczony tuż obok Ryana, co umożliwia jego „dostarczenie” do chłopaka w równoległym świecie.
Ryan idzie na plażę i odkrywa list. Po przeczytaniu wreszcie żegna się z Marissą i wychodzi z równoległego świata.
W ostatnim odcinku Marissa pojawia się we wspomnieniach Ryana, kiedy chłopak przypomina sobie swoje życie w Newport. Kiedy odjeżdża z podjazdu, przypomina sobie Marissę stojącą na rogu i patrząca, jak Sandy odjedża z Ryanem, który miał już nigdy tutaj nie wrócić (odcinek The Pilot).